# Victor Martens
Victor Martens (* 18. Februar 1931 in Vancouver/British Columbia; † 25. November 2018 in Kitchener/Ontario) war ein kanadischer Sänger (Tenor) und Musikpädagoge.

## Leben
Martens studierte bei Gladys Whitehead in Winnipeg und an der Nordwestdeutschen Musikakademie in Detmold bei Frederick Husler, Theo Lindenbaum und Kurt Thomas. Er trat als Liedsänger und als Oratoriensänger in den Passionen Johann Sebastian Bachs, im Hörfunk in  London, Frankfurt, Zürich und Genf und bei Konzerten mit Orchestern in Deutschland und Kanada auf. Von 1965 bis 1970 war er Mitglied des Manitoba Consort, mit dem auch Aufnahmen entstanden. In den 1970er Jahren sang er bei konzertanten Aufführungen mit dem  Kitchener-Waterloo Symphony Orchestra tragende Tenorpartien in den Opern La Traviata (1972), Carmen (1973), Fidelio (1975) und Don Giovanni (1976).
Von 1958 bis 1969 war Martens Musikdirektor des Mennonite Brethren College in Winnipeg und leitete dort den Oratorien- und den A-Cappella-Chor. Von 1968 bis zu seiner Emeritierung 2006 unterrichtete er Gesang an der Wilfrid Laurier University und dirigierte dort die Laurier Singers. Dort wurde er mit dem Outstanding Alumni Award (1986), dem Teacher of the Year Award (1987) und dem Hoffman-Little Award for Excellence in Teaching and Professional Endeavors (2011) ausgezeichnet. Zu seinen zahlreichen Schülern zählen Theodore Baerg, Kathleen Brett, Maureen Browne, Desmond Byrne, Christopher Coyea, Ann-Marie Donovan, Paul Frey, Margaret Kuhl, Daniel Lichti, John Martens, Wilmer Neufeld, Alvin Reimer, Elizabeth Strauss, Ingrid Suderman, Phyllis Cooke Thomson, Donna Trifonovich, See Brown sowie Donna und Irena Welhasch Baerg.
Martens war in erster Ehe mit der Sopranistin Dorothea Epp verheiratet, in zweiter Ehe mit der Pianistin und Musikpädagogin Beth Ann de Sousa. Er starb 2018 an den Folgen eines Schlaganfalls.